# IAAF World Athletics Tour 2009
     Paesi europei che ospitano un meeting del World Athletics Tour 2009

Paesi europei che ospitano un meeting del World Athletics Tour 2009
Sedi dei meeting europei della Golden League 2009
Sedi dei meeting europei del Super Grand Prix 2009
Sedi dei meeting europei del Grand Prix 2009

Lo IAAF World Athletics Tour 2009 (o semplicemente World Athletics Tour 2009, spesso nella forma abbreviata WAT 2009) è la quarta edizione del World Athletics Tour, contenitore di circuiti di meeting organizzato annualmente dalla IAAF. I primi sette atleti (undici per le corse di 1.500 m e più, a discrezione della IAAF) guadagnano l'accesso alle Finali mondiali dell'atletica che si svolgeranno il 12 e 13 settembre 2009 a Salonicco, in Grecia.

## Meeting
Paesi che ospitano un meeting del World Athletics Tour 2009

Paesi che ospitano un meeting del World Athletics Tour 2009
Sedi dei meeting della Golden League 2009
Sedi dei meeting del Super Grand Prix 2009
Sedi dei meeting del Grand Prix 2009

Come negli anni precedenti, l'edizione 2009 comprende meeting inquadrati in tre circuiti differenti (Golden League, Super Grand Prix e Grand Prix) oltre a quelli del circuito Permit, organizzati dalle singole federazioni continentali, per un totale di 54 meeting divisi in:
- 6 meeting della ÅF Golden League 2009
- 5 meeting del Super Grand Prix
- 14 meeting del Grand Prix
- 29 meeting del circuito Permit

Il calendario dei meeting dei primi tre circuiti si apre a inizio marzo e si chiude a inizio settembre 2009, con un anticipo a settembre 2008 per il meeting di Shanghai, svoltosi appena dopo le Finali mondiali del 2008.

Sono presenti meeting da tutti e cinque i continente e tutte e sei le Aree che fanno capo alle associazioni continentali iscritte alla IAAF: due meeting in America settentrionale, uno in America meridionale, uno in Africa, tre in Asia, uno in Oceania e i restanti diciassette in Europa, dove si svolge quindi la stragrande maggioranza dei meeting in programma.
| #  | Meeting                             | Sede               | Paese       | Data              | Circuito         | Dettagli |
| -- | ----------------------------------- | ------------------ | ----------- | ----------------- | ---------------- | -------- |
| 1  | Shanghai Golden Grand Prix          | Shanghai           | Cina        | 20 settembre 2008 | Grand Prix       | dettagli |
| 2  | Melbourne Track Classic             | Melbourne          | Australia   | 5 marzo           | Grand Prix       | dettagli |
| 3  | Meeting de Dakar                    | Dakar              | Senegal     | 18 aprile         | Grand Prix       | dettagli |
| 4  | Qatar Athletic                      | Doha               | Qatar       | 8 maggio          | Super Grand Prix | dettagli |
| 5  | Osaka Grand Prix                    | Osaka              | Giappone    | 9 maggio          | Grand Prix       | dettagli |
| 6  | Grande Prêmio Brasil de Atletismo   | Belém              | Brasile     | 24 maggio         | Grand Prix       | dettagli |
| 7  | Reebok Grand Prix                   | New York           | Stati Uniti | 30 maggio         | Grand Prix       | dettagli |
| 8  | Fanny Blankers-Koen Games           | Hengelo            | Paesi Bassi | 1º giugno         | Grand Prix       | dettagli |
| 9  | Prefontaine Classic                 | Eugene             | Stati Uniti | 7 giugno          | Grand Prix       | dettagli |
| 10 | Internationales Stadionfest (ISTAF) | Berlino            | Germania    | 14 giugno         | Golden League    | dettagli |
| 11 | Golden Spike                        | Ostrava            | Rep. Ceca   | 17 giugno         | Grand Prix       | dettagli |
| 12 | Bislett Games                       | Oslo               | Norvegia    | 17 giugno         | Golden League    | dettagli |
| 13 | Meeting de Atletismo Madrid         | Madrid             | Spagna      | 4 luglio          | Grand Prix       | dettagli |
| 14 | Athletissima                        | Losanna            | Svizzera    | 7 luglio          | Super Grand Prix | dettagli |
| 15 | Golden Gala                         | Roma               | Italia      | 10 luglio         | Golden League    | dettagli |
| 16 | Athens Grand Prix                   | Atene              | Grecia      | 13 luglio         | Grand Prix       | dettagli |
| 17 | Meeting Areva                       | Parigi Saint-Denis | Francia     | 17 luglio         | Golden League    | dettagli |
| 18 | London Grand Prix                   | Londra             | Regno Unito | 24-25 luglio      | Super Grand Prix | dettagli |
| 19 | Herculis                            | Montecarlo         | Monaco      | 28 luglio         | Super Grand Prix | dettagli |
| 20 | DN Galan                            | Stoccolma          | Svezia      | 31 luglio         | Super Grand Prix | dettagli |
| 21 | Weltklasse Zürich                   | Zurigo             | Svizzera    | 28 agosto         | Golden League    | dettagli |
| 22 | British Grand Prix                  | Gateshead          | Regno Unito | 31 agosto         | Grand Prix       | dettagli |
| 23 | Zagreb Grand Prix                   | Zagabria           | Croazia     | 31 agosto         | Grand Prix       | dettagli |
| 24 | Memorial Van Damme                  | Bruxelles          | Belgio      | 4 settembre       | Golden League    | dettagli |
| 25 | Meeting di Rieti                    | Rieti              | Italia      | 6 settembre       | Grand Prix       | dettagli |

## Risultati
Di seguito i primi tre classificati di ogni specialità.

### Uomini
| Specialità             | 1º classificato  | Punti | 2º classificato | Punti | 3º classificato | Punti |
| 100 m                  | Asafa Powell     | 92    | Daniel Bailey   | 78    | Usain Bolt      | 70    |
| 200 m                  | Wallace Spearmon | 58    | Paul Hession    | 54    | Usain Bolt      | 50    |
| 400 m                  | atleta           |       | atleta          |       | atleta          |       |
| 800 m                  | atleta           |       | atleta          |       | atleta          |       |
| 1500 m                 | atleta           |       | atleta          |       | atleta          |       |
| 3000 m                 | atleta           |       | atleta          |       | atleta          |       |
| 5000 m                 | atleta           |       | atleta          |       | atleta          |       |
| 100 m hs               | atleta           |       | atleta          |       | atleta          |       |
| 110 m hs               | atleta           |       | atleta          |       | atleta          |       |
| 400 m hs               | atleta           |       | atleta          |       | atleta          |       |
| 3000 m siepi           | atleta           |       | atleta          |       | atleta          |       |
| Salto in alto          | atleta           |       | atleta          |       | atleta          |       |
| Salto con l'asta       | atleta           |       | atleta          |       | atleta          |       |
| Salto in lungo         | atleta           |       | atleta          |       | atleta          |       |
| Salto triplo           | atleta           |       | atleta          |       | atleta          |       |
| Getto del peso         | atleta           |       | atleta          |       | atleta          |       |
| Lancio del disco       | atleta           |       | atleta          |       | atleta          |       |
| Lancio del martello    | atleta           |       | atleta          |       | atleta          |       |
| Lancio del giavellotto | atleta           |       | atleta          |       | atleta          |       |

### Donne
| Specialità             | 1ª classificata | Punti | 2ª classificata | Punti | 3ª classificata | Punti |
| 100 m                  | atleta          |       | atleta          |       | atleta          |       |
| 200 m                  | atleta          |       | atleta          |       | atleta          |       |
| 400 m                  | atleta          |       | atleta          |       | atleta          |       |
| 800 m                  | atleta          |       | atleta          |       | atleta          |       |
| 1500 m                 | atleta          |       | atleta          |       | atleta          |       |
| 3000 m                 | atleta          |       | atleta          |       | atleta          |       |
| 5000 m                 | atleta          |       | atleta          |       | atleta          |       |
| 100 m hs               | atleta          |       | atleta          |       | atleta          |       |
| 110 m hs               | atleta          |       | atleta          |       | atleta          |       |
| 400 m hs               | atleta          |       | atleta          |       | atleta          |       |
| 3000 m siepi           | atleta          |       | atleta          |       | atleta          |       |
| Salto in alto          | atleta          |       | atleta          |       | atleta          |       |
| Salto con l'asta       | atleta          |       | atleta          |       | atleta          |       |
| Salto in lungo         | atleta          |       | atleta          |       | atleta          |       |
| Salto triplo           | atleta          |       | atleta          |       | atleta          |       |
| Getto del peso         | atleta          |       | atleta          |       | atleta          |       |
| Lancio del disco       | atleta          |       | atleta          |       | atleta          |       |
| Lancio del martello    | atleta          |       | atleta          |       | atleta          |       |
| Lancio del giavellotto | atleta          |       | atleta          |       | atleta          |       |